# Anna Wintour
Quý bà Anna Wintour (DBE, /ˈwɪntər/, sinh ngày 3/11/1949) là một nhà biên tập, nhà báo người gốc Anh Quốc. Bà là tổng biên tập tạp chí Vogue từ năm 1988.

## Thời thơ ấu
Anna Wintour sinh ra ở Hampstead, London năm 1949. Cha bà là Charles Wintour (1917–1999), biên tập viên của tờ báo Evening Standard, mẹ bà là Eleanor "Nonie" Trego Baker (1917–1995), một phụ nữ người Mỹ. Cuộc hôn nhân của cha mẹ bà kéo dài từ năm 1940 đến năm 1979.
Bà được đặt tên theo bà ngoại là Anna Baker (nhũ danh: Gilkyson).
Gia đình Anna có năm anh chị em. Anh trai Gerald mất trong một tai nạn giao thông khi còn nhỏ. Em trai bà, Patrick, hiện đang là nhà báo, biên tập viên của The Guardian. Hai người con khác trong gia đình là James và Nora Wintour làm việc trong các cơ quan nhà nước và phi chính phủ.